# Hyposmocoma longitudinalis
Hyposmocoma longitudinalis là một loài bướm đêm thuộc họ Cosmopterigidae. Nó là loài đặc hữu của Hawaii.